# Душа ребёнка
«Душа ребёнка» (нем. Kinderseele) — рассказ Германа Гессе.

## Сюжет
Писатель повествует об эпизоде своей жизни, случившемся 30 лет назад, когда автор ещё был одиннадцатилетним ребёнком и жил в Кальве вместе с родителями. В один из дней, вернувшись из школы, он поднялся в кабинет к отцу, где, никого не обнаружив, решил покопаться в ящиках письменного стола. Найдя там коробку со сладостями, мальчик взял несколько винных ягод, а потом спрятал часть в своей комнате. С тягостным ощущением совершенного преступления герой бросается бежать на окраину города вместо того, чтобы идти на занятия в школу. На обратной дороге домой он встречает своего друга Оскара Вебера и ввязывается с ним в драку. В конце концов, мальчик возвращается домой, где его ждут родители.
На следующий день после воскресной службы в церкви в детскую комнату приходит отец, который обнаруживает пропавшие винные ягоды. Оправдываясь, мальчик заявляет, что купил их в кондитерской лавке на деньги из копилки, которую он завел вместе с Вебером. Тогда отец решает отправиться вместе с сыном к продавцу, чтобы подтвердить эти слова, но, уже почти дойдя до цели, мальчик сознается в краже. В наказание героя запирают на некоторое время в комнате на чердаке. Позже отец прощает мальчика, хотя тот не уверен, что смог простить отца.

## Публикация
Рассказ написан в 1918 году в Берне и был впервые опубликован в «Neue Rundschau» в 1919 году. В 1920 году «Душа ребёнка» вышел в издательстве Самюэля Фишера в Берлине в сборнике вместе с рассказами «Последнее лето Клингзора» и «Клейн и Вагнер».